# De Cock Late Night
De Cock Late Night, vaak kortweg DCLN genoemd, was een radioprogramma op de Vlaamse zender MNM gepresenteerd door Tom De Cock. Het programma werd elke woensdag uitgezonden van 21 tot 24 uur. De eerste aflevering werd uitgezonden op 5 januari 2009. Tot eind maart 2010 werd het programma ook uitgezonden op maandag, dinsdag en donderdag.
Elke uitzending stonden er een of twee thema's centraal in het programma. Hier werd uitvoerig over gepraat. Het onderwerp werd rond 10 uur meestal afgerond met een uitleg van iemand die hierover studeerde. Na 11 uur was het lijstjetrek. Daarin werd een briefje getrokken door een onschuldige hand. Op dit briefje stond een onderwerp en hier moesten de luisteraars een lijstje rond maken. Hoewel bij het radioprogramma veel werd geïmproviseerd is Sh*t On Tha Radio wel een terugkerende rubriek.
Vanaf oktober 2011 had De Cock Late Night een vast vervangprogramma gekregen: S.O.S. Karolien met Karolien Debecker. De show ging over de problemen van de luisteraars en Debecker probeerde ze zo goed mogelijk op te lossen. Dit programma was enkel te horen wanneer De Cock met vakantie was, ziek was of wanneer hij 'De Ochtendshow' in de vakanties presenteerde.
In juni 2012 was de laatste uitzending. Vanaf het najaar 2012 presenteerde Tom De Cock in de avondspits Planeet De Cock.